# Ohakune

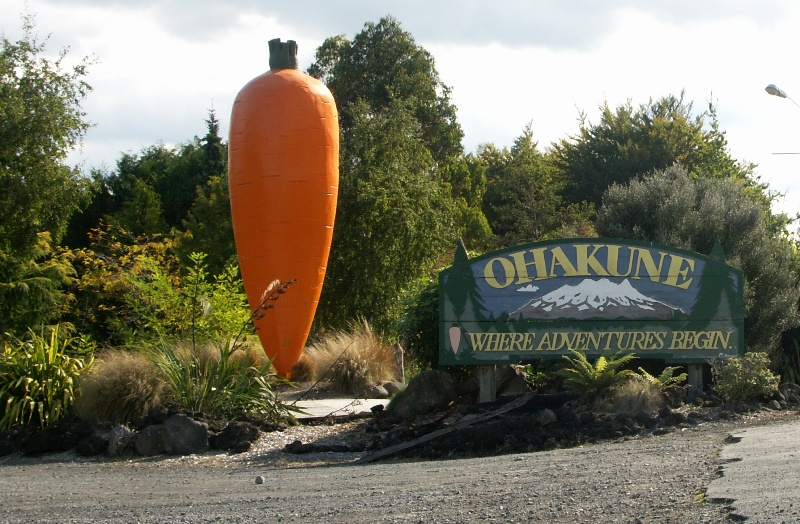
Große Karotte von Ohakune

Ohakune ist ein Ort im Ruapehu District der Region Manawatū-Whanganui auf der Nordinsel von Neuseeland.

## Geographie
Der Ort befindet sich rund 21 km südwestlich des Gipfels des Vulkans Mount Ruapehu am Südende des Tongariro National Park. Die nächstgelegenen Orte sind Raetihi, rund 10 km westlich und Waiouru, rund 24 km südostöstlich. Wanganui als nächstgelegene größere Stadt, liegt rund 65 km südwestlich. Der Mangawhero River passiert westlich den Ort.

## Bevölkerung
Zum Zensus des Jahres 2013 zählte der Ort 987 Einwohner, 10,1 % weniger als zur Volkszählung im Jahr 2006.

## Wirtschaft
Der Ort gilt als ein ländliches Dienstleistungszentrum und lebt vom Tourismus. Ohakune ist Ausgangspunkt für Skifahrer des Turoa-Skigebiets. Neben Beherbergung und Serviceleistungen für den Skisport, werden von dem Ort auch Wandertouren organisiert.

## Infrastruktur

### Straßenverkehr
Durch Ohakune führt der New Zealand State Highway 49, der den Ort nach Westen hin an den New Zealand State Highway 4 und nach Osten hin an den New Zealand State Highway 1 anbindet. Durch den Ort zieht sich auch die Straße, die zu den im Nordosten, an den Hängen des Mount Ruapehu befindlichen Turoa-Skigebiets führt.

### Schienenverkehr
Der Bahnhof des Ortes liegt an der North Island Main Trunk Railway. Hier hält der Northern Explorer. Vom 18. Dezember 1917 bis zum 1. Januar 1968 zweigte hier die Raetihi Branch, eine Stichstrecke nach Raetihi ab.

## Eisenbahnunfall von Tangiwai
17 km östlich von Ohakune befindet sich die Tangiwai-Brücke, an der sich am 24. Dezember 1953 mit 151 Todesopfern der schwerste Eisenbahnunfall in der Geschichte Neuseelands ereignete. 

## Sehenswürdigkeiten
Am Südrand des Ortes befindet sich eine große Nachbildung einer Karotte als Zeichen dafür, dass das Gebiet einen großen Teil der Möhren Neuseelands liefert.